# Golf von Saros

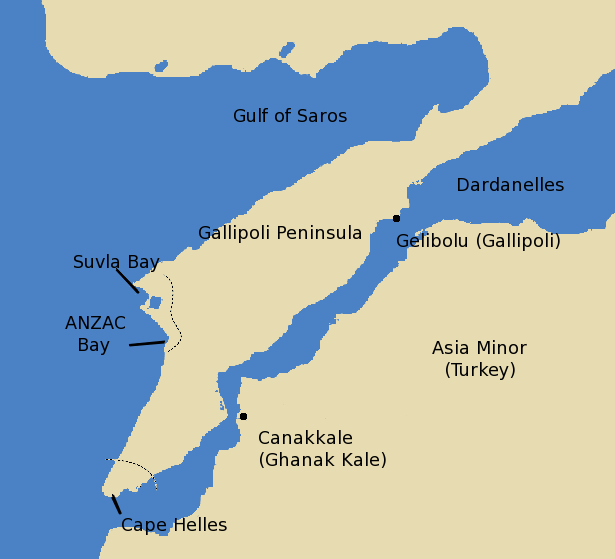
Karte vom Golf von Saros

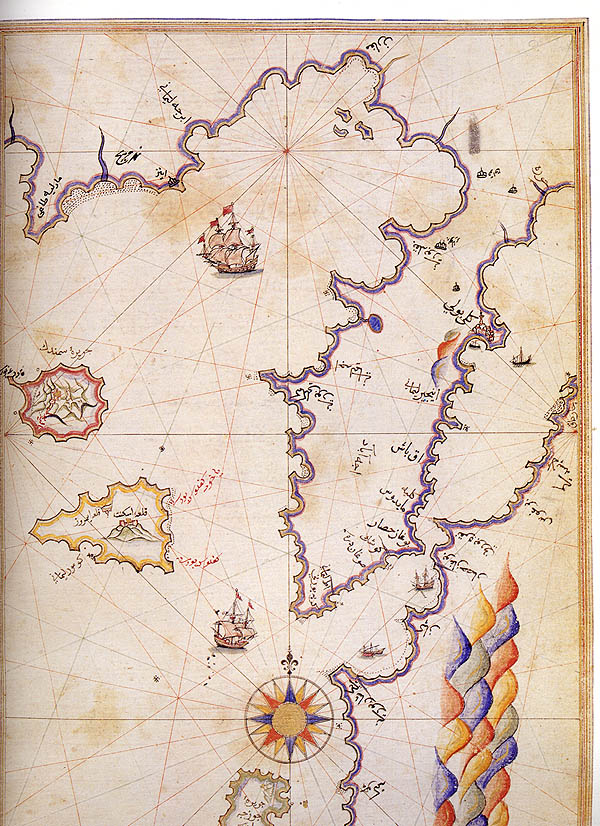
Historische Karte vom Golf von Saros von Piri Reis

Der Golf von Saros oder die Saros-Bucht (türkisch Saros Körfezi; griechisch κόλπος Ξηρού kólpos Xiroú (m. sg.)) ist ein Golf nördlich der türkischen Dardanellen. Im Antiken Griechenland wurde er als Golf von Melas (altgriechisch Μέλανας κόλπος Mélanas kólpos (m. sg.)) bezeichnet.
Der Golf ist 75 Kilometer lang und 35 Kilometer breit. Abseits von industriellen Gebieten und dank Unterwasserströmungen ist es ein beliebter Sommerurlaubsort mit Sandstränden und kristallklarem Meer. Gerätetauchen, Windsurfen und Fischen sind hier die am häufigsten praktizierten Wassersportarten.
Siedlungspunkte entlang des Golfs sind: Gökçetepe, Mecidiye, Erikli, Danişment, Yayla, Karaincirli, Vakıf, Büyükevren, Sultaniçe, Gülçavuş und Enez, alle innerhalb der Provinz Edirne. Die Inseln Gökçeada (Imbros) und Samothraki liegen in kurzer Distanz zum Golf von Saros in der griechischen Ägäis.
Die Nordanatolische Verwerfung, die bedeutendste aktive Verwerfung in der Türkei und der Ursprungsort zahlreicher großer Erdbeben, verläuft durch den Golf von İzmit und durchkreuzt das Marmarameer, wo sie im Südosten zum Golf von Saros reicht.
In relativer Nähe, am südlichen Ufer der Dardanellen, gegenüber von Gallipoli, befindet sich die Stätte des legendenhaften Troja.

## Nicht kampfbedingter militärischer Vorfall
Die Bucht diente lange Zeit als Gelände für die amphibischen Kampfübungen der NATO. Im Herbst 1992 wurde der türkische Zerstörer Muavenet von zwei AIM-7 Sparrow-Raketen getroffen, welche vom US-amerikanischen Flugzeugträger Saratoga während der NATO-Übung „Display Determination“ abgefeuert wurden. Der Unfall resultierte in fünf Todesopfern, 22 weitere wurden schwer verletzt.

## Referenzen
1. ↑  W. W. How, J. Wells: A Commentary on Herodotus, 7.58 (englisch)
2. ↑  Strabon: Geography, 7.7 (altgriechisch)
3. ↑  North Anatolian Fault Zone. Archiviert vom Original am 5. September 2006; abgerufen am 4. August 2006 (englisch).
4. ↑  United States Court of Appeals, Eleventh Circuit No. 96-2167. (PDF) US Courts, archiviert vom Original am 11. Juli 2012 (englisch).

Koordinaten: 40° 33′ 1″ N, 26° 30′ 22″ O